# Gutxo dormidor
El gutxo dormidor o gutxo boreal (Somniosus rostratus) és una espècie de tauró esqualiforme de la família Dalatiidae.

## Descripció
- Cos fusiforme i cepat amb el musell ample i arrodonit.
- Sense membrana nictitant ni aleta anal.
- Les dues aletes dorsals no tenen espines.
- Presenta cinc parells de fenedures branquials.
- El seu color és gris o negrós.
- La longitud total màxima és de 140 cm.
- El mascle és sexualment madur als 71 cm i la femella entre els 82 i 134 cm.

## Hàbitat
Viu prop del fons del talús continental a una profunditat entre 180 i 1000 m de fondària.

## Alimentació
Menja, probablement, invertebrats i peixos bentònics.

## Reproducció
És ovovivípar aplacentari. La mida, al naixement, és de 21 a 28 cm de longitud total.

## Aprofitament
Espècie sense interès comercial.